# Lars Fogt
Lars Fogt er journalist. Han har arbejdet på BT og Metroxpress med nyheds- og undersøgende journalistik..
Efterfølgende har han været tilknyttet en gravegruppe på TV 2.
Fogt har en uddannelse fra Danmarks Journalisthøjskole (2001–2005) og har arbejdet på Ekstra Bladet (2005–2006), Nyhedsavisen (2006–2008) og BT (2008–2013).
Som journalist har Fogt arbejdet med flere "skandale"-sager, særligt i forbindelse med politikere.
I 2006 og 2007 skrev han således om fødevareskandaler.
Sammen med Andreas Karker skrev han om sagen hvor Bendt Bendtsen var politianmeldt for bestikkelse.
Han afslørede at kommentator og tidligere "spindoktor" Michael Kristiansen på sit CV havde opgivet en uddannelse som han ikke havde færdiggjort.
I slutningen af 2012 var Fogt med til breake en historie om Uffe Elbæk, der førte til Elbæks afgang som kulturminister.

## Kontrovers med politikere
Flere danske politikere og kommentatorer har anset Fogt som en kontroversiel journalist og udtalt sig i ganske kritiske vendninger om ham.
Efter at Fogt havde skrevet en artikel om Søren Pind og hans aktiviteter med ejendomsselskabet Nordicom skrev Pind på sin Facebook-side: "Lars Fogt er en uvederhæftig, løgnagtig bedrager".
I en sag om Fogts artikler om Folketingets tilskud til dobbelt husførelse for Ellen Trane Nørby trak Nørby BT for Pressenævnet og vandt.
Efter hendes partifælle Uffe Elbæks afgang som minister, kaldt Zenia Stampe i slutningen af 2012 for Fogt for "noget nær det tætteste, man kan komme på et beviseligt dumt svin" på sin blog under et konkurrerende mediehus.
Få uger senere skrev Ellen Trane Nørby en skarp kronik i Politiken hvor hun angreb Lars Fogt.
Det var efter at Lars Fogt havde skrevet om at Nørbys stab havde indføjet rosende omtale af hende på den danske Wikipedia, — en historie der var på BT's spiseseddel og vidt citeret af andre medier.
Politikerenes kritik af Fogt blev set som en ny tendens hvor politikere kritiserede navngivne journalister,
og hvor deres journalistik blev diskuteret.
Fogts chefredaktør på BT, Olav Skaaning Andersen, kaldte Nørbys angreb "ekstremt groft" og forsvarede Fogt med at Fogt blot passede sit arbejde.
Lars Fogt selv svarede igen med en kronik i Politiken den 9. marts 2013 hvor han anklagede Søren Pind og Zenia Stampe for faktuelle fejl og hvor han klagede over at Stampe og Nørby ikke kunne angive substantielle fejl i hans artikler. Han påpegede også at "journalisters fremmeste opgave er at være kritiske over for magthavere."
I kronikken anklagede han endvidere Uffe Elbæk for at tippe et andet medie om Fogts historie og forklarede hvorfor han i Wikipedia-sagen havde valgt at fokusere på Nørby.
I kronikken kunne Fogt også breake historien om en personhetz, "Gucci-hetz", mod Helle Thorning-Schmidt forsøgt iværksat af Venstre.
Efter ståhejen fratrådte Lars Fogt sin stilling hos BT i april 2013.

## På Metroxpress
I februar 2014 kom Fogt til gratisavisen Metroxpress som led i avisens journalistiske oprustning.
Den ansvarshavende chefredaktør Jonas Kuld Rathje kaldte ham da "en dygtig og iderig nyhedsjournalist"
Hos Metroxpress afdækkede han i 2014 budgetoverskridelserne i forbindelse med Eurovision Song Contest da den blev afholdt i Danmark, og med kollegerne Anders Borup Sørensen og Jeppe Findalen havde han frem til oktober 2014 skrevet over 100 artikler om sagen.
I 2016 førte Fogt an i en kritik af Karina Pedersen og hendes negative fremstilling af forholdene omkring Korskærsparken som kom til udtryk i hendes bog Helt ude i hampen.
Efter Fogts afslørende feature-artikel fandt Bjarke Larsen at sagen var "ved at udvikle sig til en større journalistisk og forlagsmæssig skandale" og mente at Fogt burde indstilles til Cavlingprisen.
I januar 2016 startede han barnebrudssagen i Danmark med en artikel i Metroxpress.
Håndteringen af sagen førte til Instrukskommissionen og Rigsretssagen mod Inger Støjberg med en ubetinget fængselstraf.

## Prisindstillinger
Fogt har flere gange være indstillet til Cavlingprisen, dels for sager om fødevareskandaler, dels sager i Udlændingestyrelsen, dels for artikler og tv-indslag om svindel med danske ulandsmidler og dels for sagen om Bendt Bendtsen.
BT's redaktionschef indstillede ham sammen med Thomas Nørmark Krog og Andreas Karker til prisen for 2011 for deres artikler om det økonomiske bedrageri omkring Erik Skov Pedersen.
Han var desuden indstillet til Foreningen for Undersøgende Journalistiks pris i 2009 med Andreas Karker for Bendt Bendtsen-sagen.
En spørgeskemaundersøgelse fra 2005 viste at 8 procent af danske journaliststuderende nævnte Lars Fogt som journalistisk rollemodel.